# Gösta Branders
Gösta Branders, född 6 oktober 1869 i Åbo, död 12 april 1955 i Helsingfors, var en finländsk bokhandlare.
Branders började sin bokmannabana i Vasa och Åbo och kom senare till Helsingfors, där han 1893 blev biträdande föreståndare för den av honom och hans ungdomsvän Alvar Renqvist nygrundade Akademiska bokhandeln. 1897 sålde Renqvist sina aktier till Branders som då fick aktiemajoriteten och blev vd för Akademen. Under Branders ledning utvecklade sig företaget till Nordens största bokhandel. 1930 sålde Branders bokhandeln till Oy Stockmann Ab.
Branders blev dessutom känd för sina stora donationer till Åbo Akademi, som möjliggjorde uppförandet av byggnader för akademins bibliotek.